# 関野町

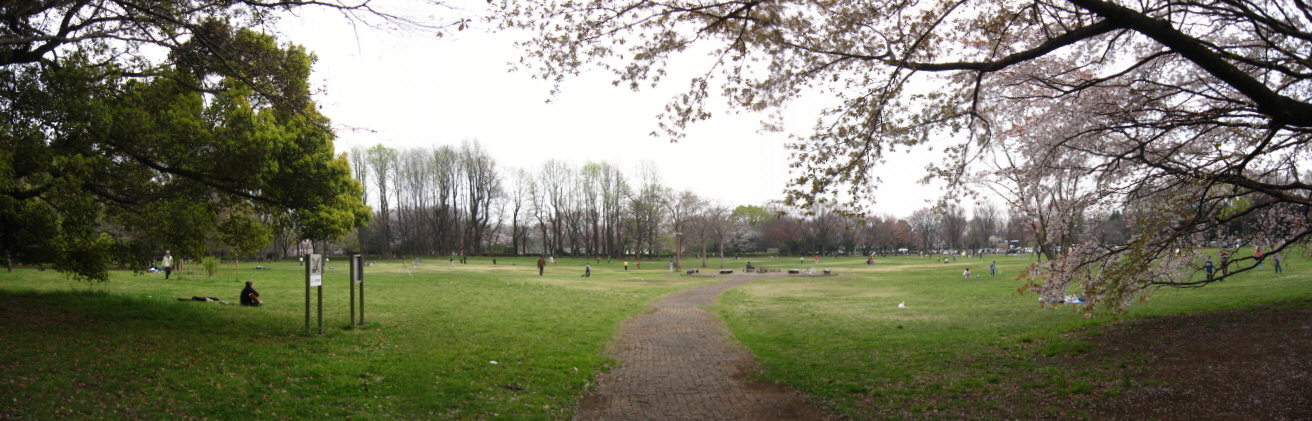
小金井公園「いこいの広場」

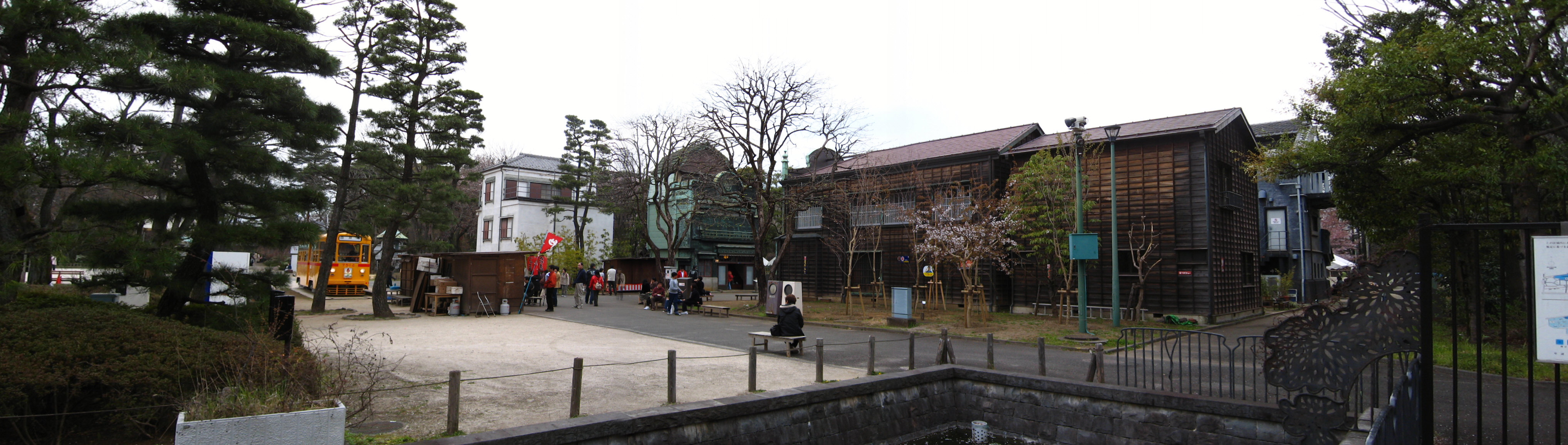
江戸東京たてもの園・東ゾーン広場

関野町（せきのちょう）は、東京都小金井市の町名。現行行政地名は関野町一丁目及び関野町二丁目。住居表示実施済み区域である。郵便番号は184-0001。

## 地理
関野町は小金井市北東部に位置する。北は小平市花小金井南町、北東は西東京市向台町、東は武蔵野市桜堤、南東は梶野町、南は緑町、西は桜町に隣接する。3分の2以上が都立小金井公園の敷地である。

### 河川
- 玉川上水 ｰｰｰ 街区南端に流路を形成している。

## 歴史

### 地名の由来
住居表示実施前の大字関野新田に由来する。
江戸時代、土地を開発した関家にちなむ。

## 世帯数と人口
2018年（平成30年）1月1日現在の世帯数と人口は以下の通りである。
| 丁目         | 世帯数  | 人口    |
| ------------ | ------- | ------- |
| 関野町一丁目 | 299世帯 | 585人   |
| 関野町二丁目 | 287世帯 | 621人   |
| 計           | 586世帯 | 1,206人 |

## 小・中学校の学区
市立小・中学校に通う場合、学区は以下の通りとなる。
| 丁目         | 番地 | 小学校             | 中学校             |
| ------------ | ---- | ------------------ | ------------------ |
| 関野町一丁目 | 全域 | 小金井市立緑小学校 | 小金井市立緑中学校 |
| 関野町二丁目 | 全域 | 小金井市立緑小学校 | 小金井市立緑中学校 |

## 交通

### 鉄道
| 隣接する街区の駅             | バス移動で利用可能な駅                                        |
| ---------------------------- | ------------------------------------------------------------- |
| JR中央線 - 東小金井駅(JC 14) | 西武新宿線 - 花小金井駅(SS 18) JR中央線 - 武蔵小金井駅(JC 15) |

### 道路
- 東京都道7号杉並あきる野線（五日市街道）
- 東京都道247号府中小金井線

## 施設
- 都立小金井公園
  - 江戸東京たてもの園 - 東ゾーンを含む園内東側が関野町にあたる。
  - 小金井市総合体育館
  - 小金井公園ゲートボール場
  - 小金井公園弓道場アーチェリー場
- 真蔵院
- 八幡神社